# SN 2007us
SN 2007us – supernowa typu Ia odkryta 7 grudnia 2007 roku w galaktyce A022754-0800. Jej jasność pozostaje nieznana.